# Draft 1978 de la NBA
1977 1979
La draft 1978 de la NBA est la 32e draft annuelle de la National Basketball Association (NBA), se déroulant en amont de la saison 1978-1979. Elle s'est tenue le 9 juin 1978 au Plaza Hotel de New York. Elle se compose de 10 tours et 202 joueurs ont été sélectionnés,. En amont de la saison, les Braves de Buffalo sont délocalisés à San Diego pour devenir les Clippers de San Diego.
Lors de cette draft, 22 équipes de la NBA choisissent à tour de rôle des joueurs évoluant au basket-ball universitaire américain, ainsi que des joueurs internationaux. Si un joueur quittait l’université plus tôt, il devenait éligible à la sélection.
Les deux premiers choix de la draft se décident entre les deux équipes arrivées dernières de leur division l'année précédente, à l'issue d'un pile ou face. Les choix de premier tour restant et les choix de draft sont affectés aux équipes dans l'ordre inverse de leur bilan victoires-défaites lors de la saison 1977-1978.
Ce fut la première fois qu'un non-américain, Mychal Thompson des Bahamas, fut sélectionné au premier rang par les Trail Blazers de Portland. Cependant, on ne peut le considérer réellement comme étranger, Thompson ayant passé la plupart de son enfance en Floride et ayant été formé en NCAA. Phil Ford, second choix de draft, remporte le titre de NBA Rookie of the Year.
Un joueur non diplômé de l'université d'État de l'Indiana, Larry Bird, est sélectionné en 6e position par les Celtics de Boston. Cependant, il retourne à l'université pour sa dernière années avant d'entrer dans la ligue en 1979. Il remportera d'ailleurs le titre de NBA Rookie of the Year cette année-là, en plus d'une All-NBA First Team et une sélection au NBA All-Star Game, dans sa première saison professionnelle. Bird et Maurice Cheeks sont les deux seuls joueurs de cette classe de draft à avoir été intronisés au Basketball Hall of Fame.

## Draft
| ^ | Signale un joueur qui a été intronisé au Basketball Hall of Fame                           |
| x | Signale un joueur qui a été sélectionné pour au moins une récompense annuelle All-NBA Team |
| + | Signale un joueur qui a été sélectionné pour au moins un match annuel NBA All-Star Game    |
| m | Signale un joueur qui a remporté le titre de MVP au cours de sa carrière                   |
| R | Signale le joueur qui a remporté le titre de NBA Rookie of the Year                        |

### Premier tour
| Choix | Nom                     | Position           | Nationalité | Équipe                                                    | Provenance                       |
| ----- | ----------------------- | ------------------ | ----------- | --------------------------------------------------------- | -------------------------------- |
| 1     | Mychal Thompson         | Ailier fort Pivot  | Bahamas     | Trail Blazers de Portland (d'Indiana)                     | Golden Gophers du Minnesota      |
| 2     | Phil Fordx R            | Meneur             | États-Unis  | Kings de Kansas City (de New Jersey)                      | Tar Heels de la Caroline du Nord |
| 3     | Rick Robey              | Ailier fort Pivot  | États-Unis  | Pacers de l'Indiana (de Buffalo via Portland)             | Wildcats du Kentucky             |
| 4     | Micheal Ray Richardson+ | Arrière Ailier     | États-Unis  | Knicks de New York (de Houston via Buffalo et New Jersey) | Grizzlies du Montana             |
| 5     | Purvis Short            | Arrière Ailier     | États-Unis  | Warriors de Golden State (de Kansas City via Los Angeles) | Tigers de Jackson State          |
| 6     | Larry Bird^ R m         | Ailier Ailier fort | États-Unis  | Celtics de Boston                                         | Sycamores d'Indiana State        |
| 7     | Ron Brewer              | Arrière            | États-Unis  | Trail Blazers de Portland (de Détroit via Seattle)        | Razorbacks de l'Arkansas         |
| 8     | Freeman Williams        | Arrière Ailier     | États-Unis  | Celtics de Boston (de Nouvelle-Orléans via Los Angeles)   | Vikings de Portland State        |
| 9     | Reggie Theus+           | Arrière            | États-Unis  | Bulls de Chicago                                          | Rebels d'UNLV                    |
| 10    | Butch Lee               | Meneur             | Porto Rico  | Hawks d'Atlanta                                           | Golden Eagles de Marquette       |
| 11    | James Hardy             | Ailier fort Pivot  | États-Unis  | Jazz de La Nouvelle-Orléans (de Golden State)             | Dons de San Francisco            |
| 12    | George Johnson          | Ailier fort Pivot  | États-Unis  | Bucks de Milwaukee (de Cleveland)                         | Red Storm de Saint John          |
| 13    | Winford Boynes          | Arrière Ailier     | États-Unis  | Nets du New Jersey (de New York)                          | Dons de San Francisco            |
| 14    | Roger Phegley           | Arrière Ailier     | États-Unis  | Bullets de Washington                                     | Braves de Bradley                |
| 15    | Mike Mitchell+          | Ailier             | États-Unis  | Cavaliers de Cleveland (de Milwaukee)                     | Tigers d'Auburn                  |
| 16    | Jack Givens             | Arrière Ailier     | États-Unis  | Hawks d'Atlanta (de Los Angeles via Nouvelle-Orléans)     | Wildcats du Kentucky             |
| 17    | Rod Griffin             | Ailier fort        | États-Unis  | Nuggets de Denver (de Seattle)                            | Demon Deacons de Wake Forest     |
| 18    | Dave Corzine            | Pivot              | États-Unis  | Bullets de Washington (de Denver)                         | Blue Demons de DePaul            |
| 19    | Marty Byrnes            | Ailier             | États-Unis  | Suns de Phoenix                                           | Orange de Syracuse               |
| 20    | Frankie Sanders         | Arrière Ailier     | États-Unis  | Spurs de San Antonio                                      | Jaguars de Southern              |
| 21    | Mike Evans              | Meneur             | États-Unis  | Nuggets de Denver (de Philadelphie)                       | Wildcats de Kansas State         |
| 22    | Raymond Townsend        | Meneur             | États-Unis  | Warriors de Golden State (de Portland)                    | Bruins d'UCLA                    |

### Joueurs notables sélectionnés après le premier tour
| Choix | Nom              | Position          | Nationalité | Équipe                               | Provenance                        |
| ----- | ---------------- | ----------------- | ----------- | ------------------------------------ | --------------------------------- |
| 23    | Terry Tyler      | Arrière Ailier    | États-Unis  | Pistons de Détroit (de New Jersey)   | Titans de Détroit                 |
| 29    | John Long        | Arrière Ailier    | États-Unis  | Pistons de Détroit                   | Titans de Détroit                 |
| 36    | Maurice Cheeks^  | Meneur            | États-Unis  | 76ers de Philadelphie (de Milwaukee) | West Texas A&M                    |
| 40    | Wayne Cooper     | Ailier fort Pivot | États-Unis  | Warriors de Golden State (de Denver) | Privateers de La Nouvelle-Orléans |
| 44    | Clemon Johnson   | Ailier fort Pivot | États-Unis  | Trail Blazers de Portland            | Rattlers de Florida A&M           |
| 60    | Michael Cooper   | Arrière Ailier    | États-Unis  | Lakers de Los Angeles                | Lobos du Nouveau-Mexique          |
| 64    | Gerald Henderson | Meneur            | États-Unis  | Spurs de San Antonio                 | Rams de VCU                       |
| 160   | Ed Murphy        | Arrière           | États-Unis  | Hawks d'Atlanta                      | Merrimack College                 |